# Рибенець (Великопольське воєводство)
Рибенець (пол. Rybieniec) — село в Польщі, у гміні Кішково Гнезненського повіту Великопольського воєводства.
Населення — 95 осіб (2011).
У 1975-1998 роках село належало до Познанського воєводства.

## Демографія
Демографічна структура станом на 31 березня 2011 року:
|          | Загалом | Допрацездатний вік | Працездатний вік | Постпрацездатний вік |
| -------- | ------- | ------------------ | ---------------- | -------------------- |
| Чоловіки | 52      | 15                 | 31               | 6                    |
| Жінки    | 43      | 16                 | 20               | 7                    |
| Разом    | 95      | 31                 | 51               | 13                   |